# Голая песчанка
Голая песчанка, или южная песчанка, или пескорой (лат. Gymnammodytes cicerelus), — морская рыба семейства песчанковых (Ammodytidae).

## Описание
Длина тела до 18—20 см, обычно до 12 см и массой до 5,5 г. Тело очень длинное, низкое, сжатое с боков, передняя его часть гола и только на хвостовом стебле и прилегающих участках является мелкая чешуя. Спинной плавник длинный, с волнистым верхним краем, брюшные плавники отсутствуют. По обе стороны живота имеются продольные кожистые морщины. Голова маленькая, рыло удлиненное, заостренное, с нижней челюстью, которая заметно выступает вперед. Зубы отсутствуют. Верхняя часть туловища и головы зеленовато-синеватый, бока тела серовато-серебристые, брюхо серебристое. На боках, от затылка до хвостового плавника, продольная голубовато-серебристая полоса. На жаберной крышке часто бывает голубоватая пятно с бронзовым оттенком. Голова иногда приобретает красновато-золотистого отлив.

## Ареал
Восточная Атлантика (Португалия, Сенегал), Средиземное, Адриатическое, Эгейское, Чёрное моря.

## Биология
Морская стайная придонная, достаточно холодолюбивая рыба прибрежных участков. Обычно держится на песчаных почвах, в которые закапывается в ночное время, на глубинах 10—24 м и при охлаждении воды, преимущественно осенью и зимой. В сентябре-октябре осуществляет массовые нерестовые миграции на расстоянии 1—1,5 км от берега, в которых участвуют самцы длиной 7—8,7 см и самки длиной 6,8—7,6 см. Плодовитость 2,4—6,7 тысяч икринок. Нерест в октябре при температуре воды около 19° С. Икра откладывается на дно в прибрежной зоне. Личинки ведут пелагический образ жизни и встречаются в толще воды и у дна, часто среди зарослей цистозиры, на глубинах до 10 м. И только весной молодь подходит к берегам и опускается на дно. Питается зоопланктоном, личинками моллюсков и ракообразных, мшанками, икрой рыб, частичками растений и т. п.